# Koszary w Białokrynicy

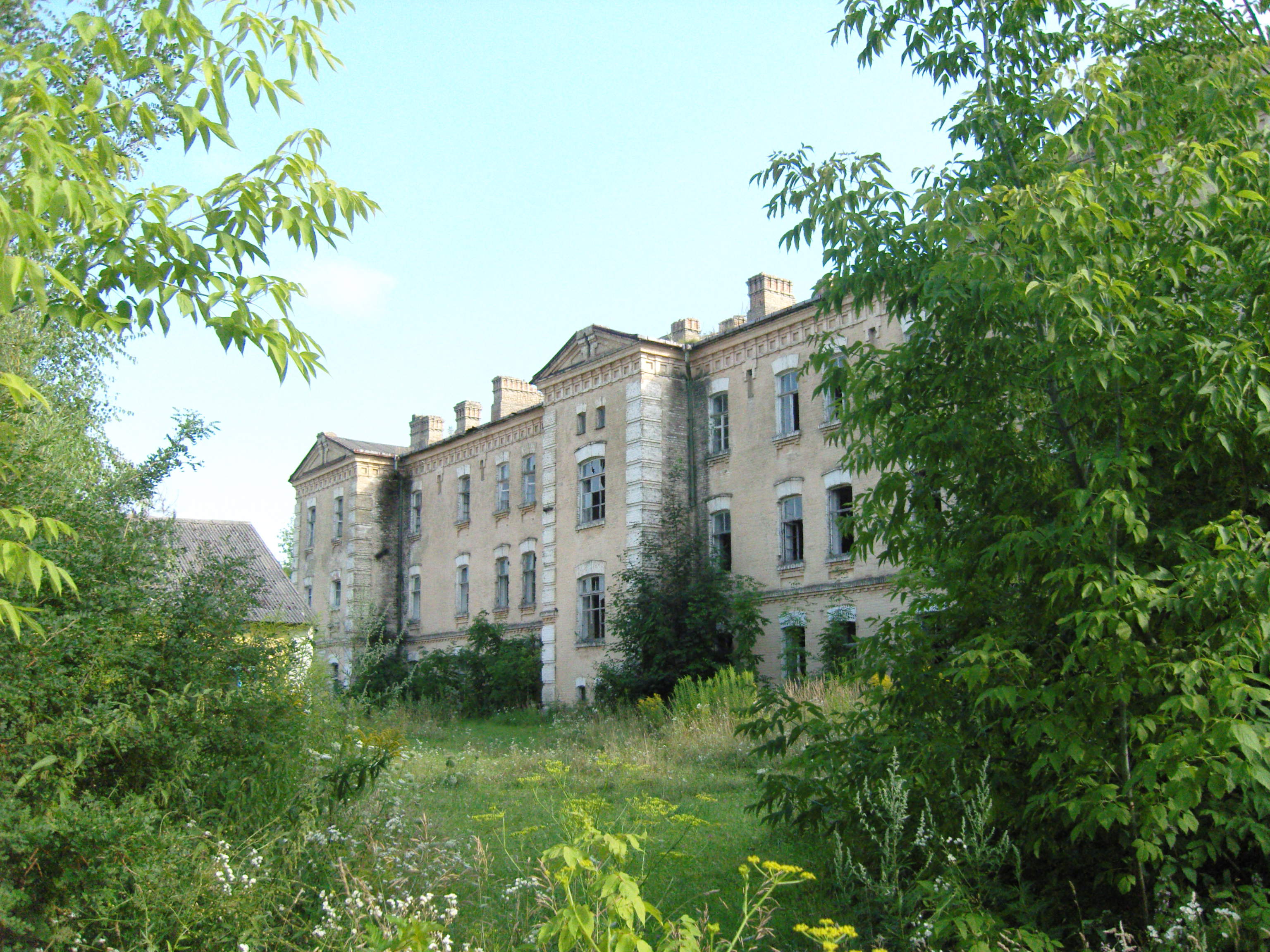
Blok koszarowy w koszarach 12 pułku Ułanów Podolskich w Białokrynicy; stan w 2009

Koszary w Białokrynicy – kompleksy koszarowe znajdujące się na terenie garnizonu Białokrynica.

## Charakterystyka
Koszary kawaleryjskie w Białokrynicy zbudowali Rosjanie, a do 1914 stacjonował w nich 11 Ryski pułk dragonów. Koszary ulokowane były na wzniesieniu zwanym popularnie „czortową horką”, a południową część kompleksu stanowiło osiedle mieszkaniowe. Stała tam też cerkiew, 2 duże koszarowce dwuszwadronowe, 2 budynki kuchni i jadalni, a także 4 stajnie szwadronowe. Nie było krytej ujeżdżalni. Pojemność koszar określono na 900 ludzi i 700 koni.
Po odzyskaniu przez Polskę niepodległości koszary przejęło Wojsko Polskie. W 1921 zaczęły się do nich wprowadzać pododdziały 12 pułku Ułanów Podolskich. W latach 1930–1931 stacjonowało tu także przejściowo dowództwo 2 Samodzielnej Brygady Kawalerii. Do koszar przylegał, będący własnością wojska, teren liczący około 300 ha i zapewniający dobre warunki do ćwiczeń wojskowych. Około 40 ha stanowiło przykoszarowe gospodarstwo rolne, które od 1934 obejmowało także stadninę koni.
W 1930 obiekty koszarowe przyłączono do sieci elektrycznej Krzemieńca. Od 1933 zintensyfikowano inwestycje prowadzone na terenie koszar: powstało drewniane ogrodzenie i główna brama wjazdowa, duża drewniana szopa na siano i słomę, zmodernizowano wodociąg i kanalizację, doprowadzając bieżącą wodę do wszystkich budynków mieszkalnych, w pobliskim lesie urządzono strzelnicę małokalibrową i wzniesiono murowaną krytą ujeżdżalnię. W czerwcu 1934 odsłonięto tablicę pamiątkową, zawieszoną na ścianie jednego z koszarowców, a w 1938 wzniesiono blok podoficerski FKW projektu Bronisława Rudzińskiego. 
We wrześniu 1939 w koszarach powstał w koszarach nieetatowy punkt mobilizacyjny, który to rankiem 17 września został otoczony przez wojska sowieckie i zmuszony do poddania się. Sowieci zajęli koszary. Wyrzucili też z osiedla rodziny polskich żołnierzy.
Po II wojnie światowej koszary użytkowała Armia Radziecka. Do lat 80. XX w. stacjonowała tutaj 38 Brygada Rakietowa.
Do czasów współczesnych (2020) w Białokrynicy zachowała się znaczna część zabudowy koszar. Domy mieszkalne oraz cerkiew pełnią nadal swoje funkcje. Kilka budynków gospodarczych użytkuje baza transportu samochodowego. Największe budynki koszarowe, mieszkalny, stajnie oraz budynek dowództwa, stoją puste i niszczeją. Rozebrano całkowicie krytą ujeżdżalnię, za czasów sowieckich przerobioną na krytą strzelnicę.